# Żebołowka
Żebołowka (ros. Жеболовка) – wieś (ros. деревня, trb. dieriewnia) w zachodniej Rosji, w sielsowiecie olgowskim rejonu korieniewskiego w obwodzie kurskim.

## Geografia
Miejscowość położona jest nad rzeką Kriepna, 1,5 km od centrum administracyjnego sielsowietu olgowskiego (Olgowka), 9 km od centrum administracyjnego rejonu (Korieniewo), 89 km od Kurska.

## Demografia
W 2010 r. miejscowość zamieszkiwało 31 osób.